# Vehículo de intervención rápida

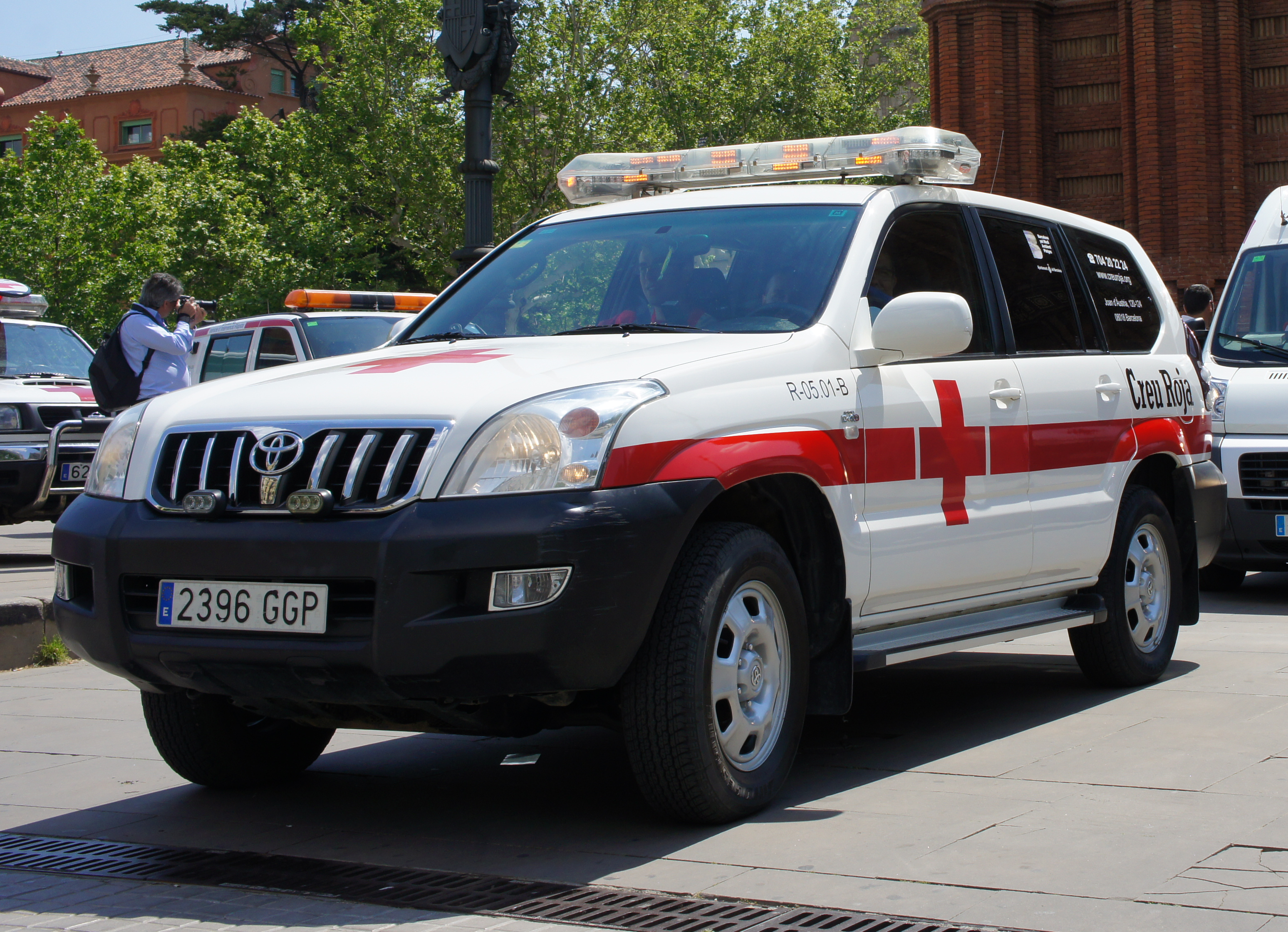
Vehículo de intervención rápida de Cruz Roja Barcelona

Un Vehículo de Intervención Rápida (VIR) es un vehículo de emergencias destinado a proporcionar atención sanitaria urgente. Se trata de un recurso de intervención sin capacidad de transporte de heridos. Cuenta con personal médico y material de Soporte Vital Avanzado.

## Funciones
Los vehículos de intervención rápida se usan como vehículos para el transporte de personal asistencial y material al lugar de la emergencia. Permiten reducir el tiempo de respuesta y llegar al incidente de manera rápida para aplicar las medidas de atención sanitaria inicial y de Soporte Vital Avanzado al paciente.
Un vehículo de intervención rápida puede ser también activado para dar apoyo a otras unidades en situaciones de gravedad, situaciones complejas, incidentes de múltiples víctimas y/o casos en los que se requiera la presencia de personal facultativo o médico.
En ocasiones, la tripulación de estos vehículos puede subir a bordo de una ambulancia e incorporarse al equipo asistencial para colaborar en la asistencia sanitaria en ruta durante el transporte del paciente al centro sanitario.

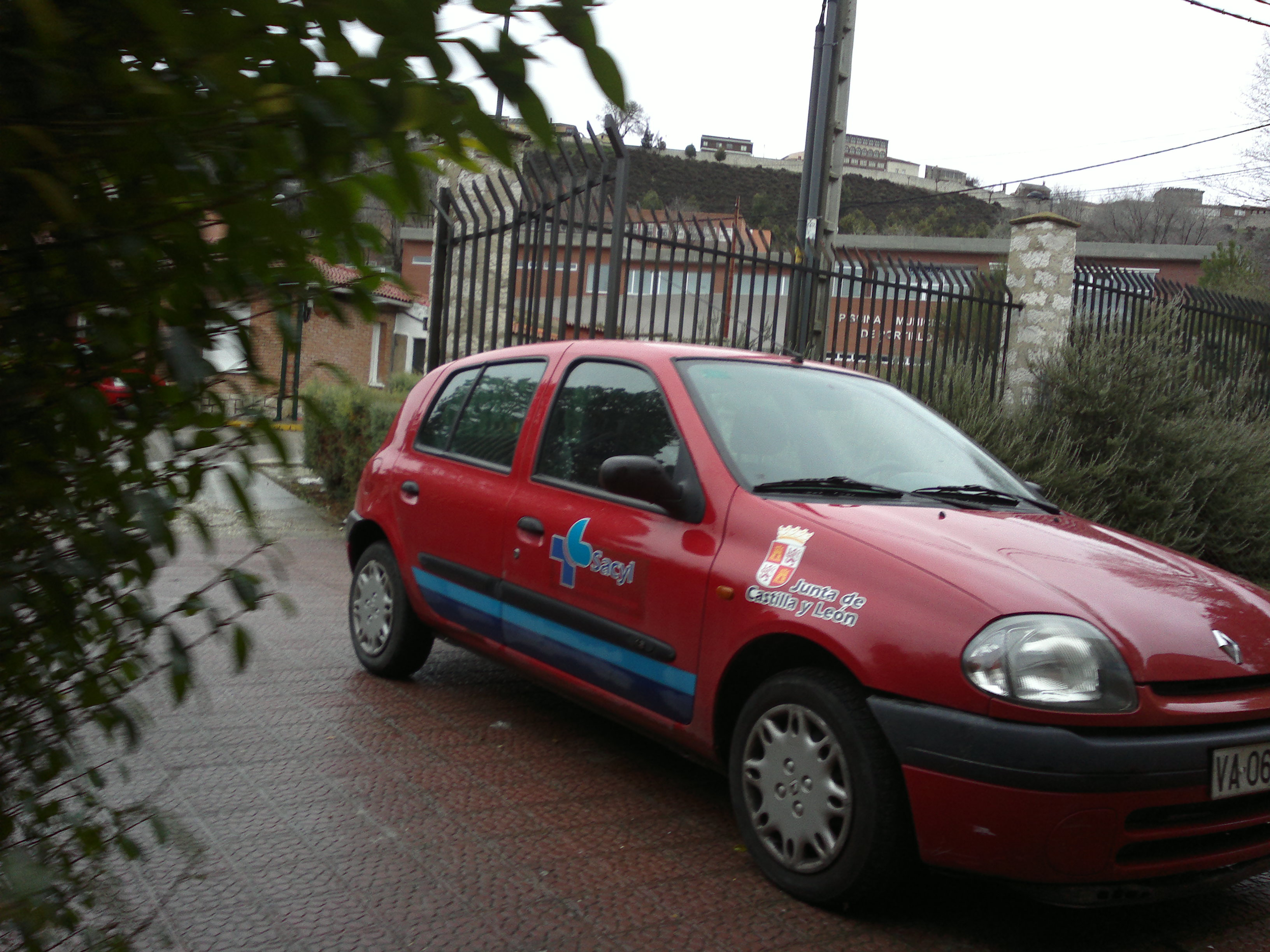
Vehículo de Urgencias de Atención Primaria de SACyL en Portillo, Valladolid

Otra utilidad de los vehículos de intervención rápida es la de poder solucionar situaciones sin necesidad de traslado del paciente al centro sanitario, o de estabilizarlo y transferirlo a la ambulancia, quedando operativos y a disposición del servicio para nuevas incidencias.

## Personal
Habitualmente un vehículo de intervención rápida consta de la siguiente tripulación:
- Técnico en emergencias o paramédico (según el país), Brinda apoyo al médico y al enfermero en sus funciones, así como las técnicas de evacuación, aplicando la inmovilización y movilización de pacientes , además de las funciones de conductor y como responsable del vehículo.

- Médico y/o enfermero especializado en urgencias y emergencias.

Actualmente no existe en Europa una normativa aplicable a los vehículos de intervención rápida, por lo que tampoco se define a nivel legal su dotación mínima.

## Vehículos
El vehículo de intervención rápida es, por definición, un vehículo ligero más ágil y veloz que una ambulancia. A tales efectos suelen destinarse turismos, monovolúmenes, SUV, todoterrenos e incluso furgonetas compactas. Estos vehículos se transforman y adaptan para dar cabida al material sanitario, electromédico y de rescate. Cuentan con dispositivos de señalización prioritaria luminosa y acústica. En función del territorio al que se destinan puede hacerse indispensable contar con vehículos de tracción total (4x4), sobre todo en zonas rurales.

## Implementación

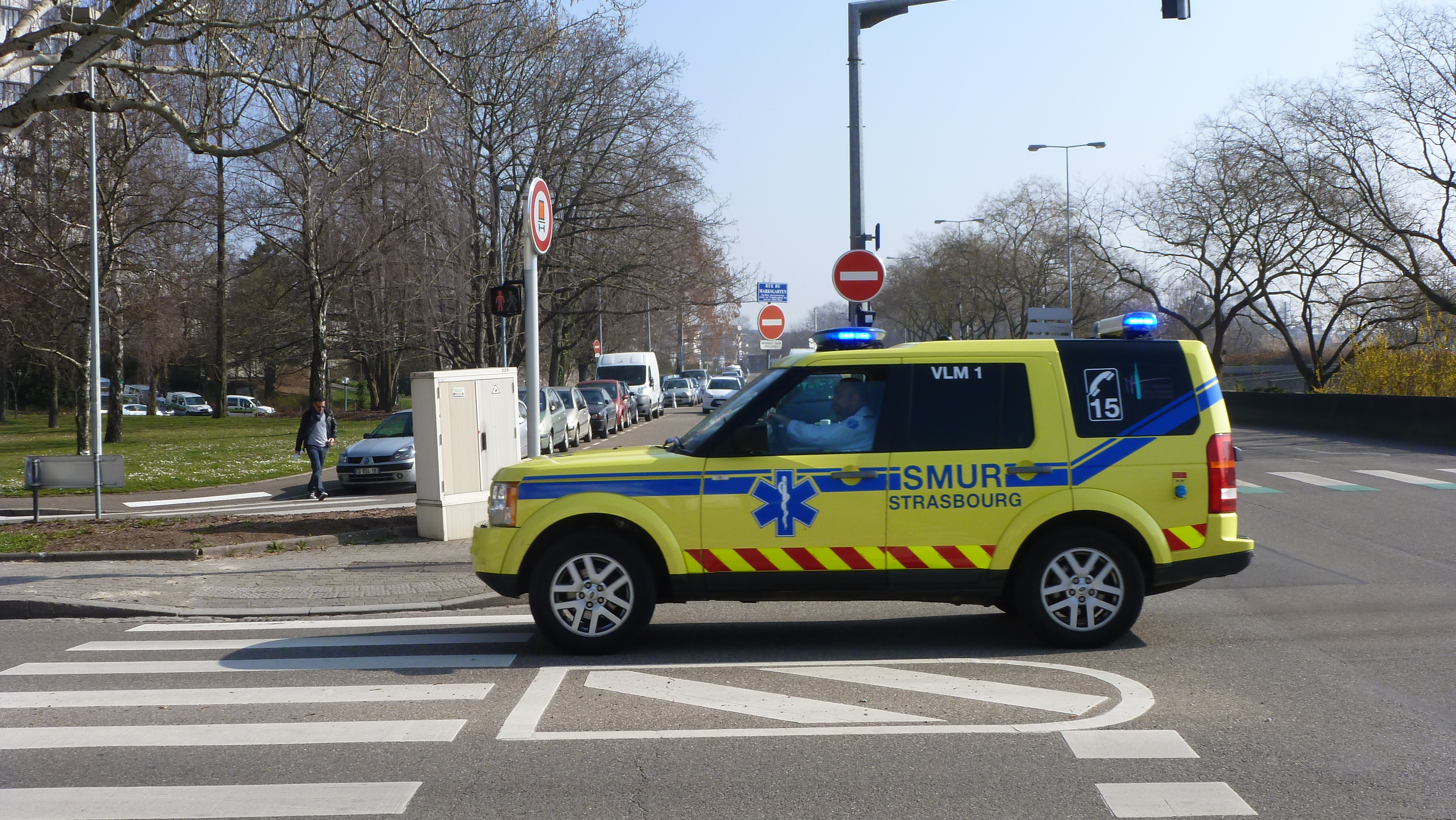
VIR del SMUR de Estrasburgo

### Europa
El uso de vehículos de intervención rápida está bastante extendido en la Unión Europea. Gran parte de los Estados miembros cuentan con recursos de este tipo dentro de sus respectivos sistemas de emergencias médicas. Aunque existen diferencias importantes entre países en función del sistema y el modo de gestionarlo.

### España
En España, las comunidades autónomas con mayor presencia de vehículos de intervención rápida son Cataluña y la Comunidad de Madrid. 

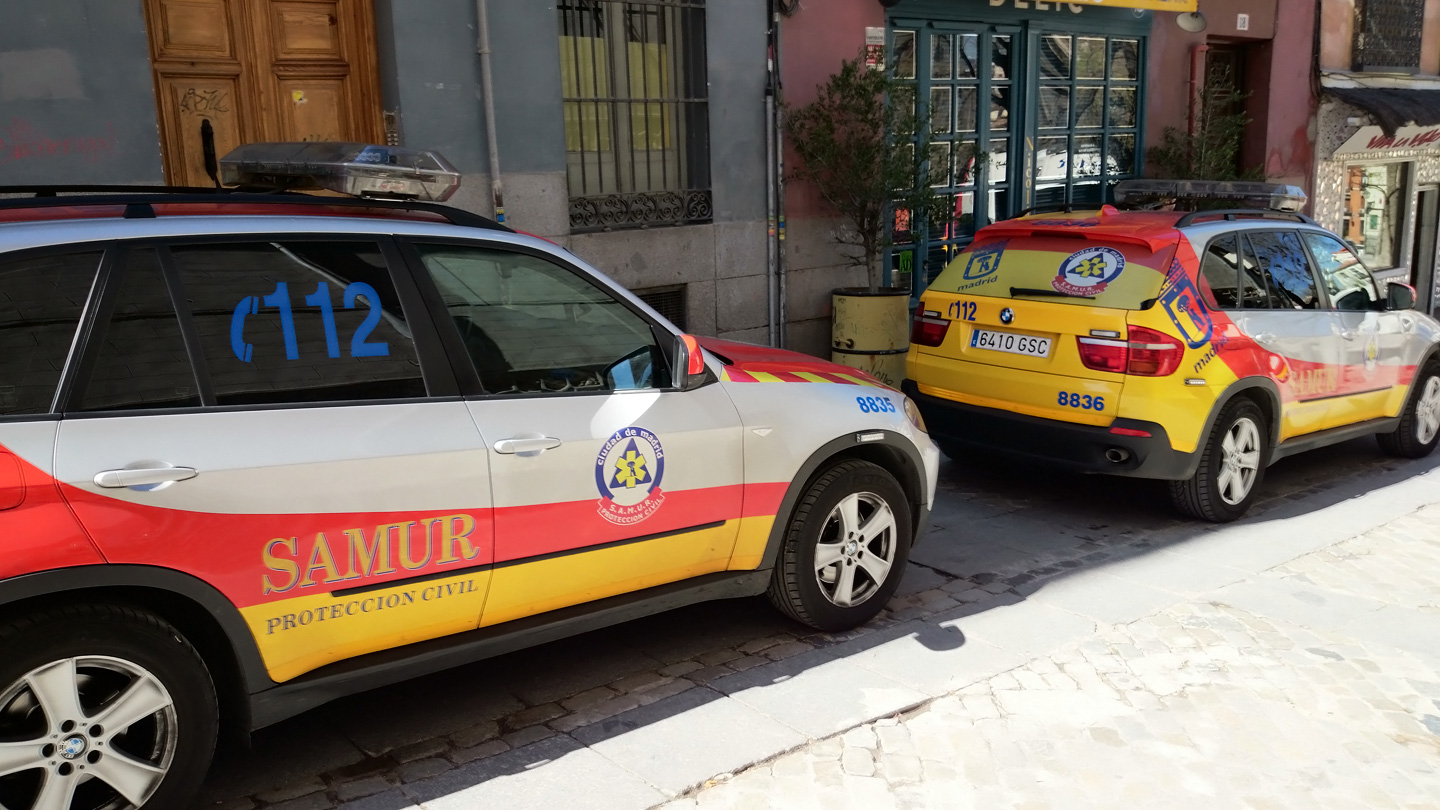
2 VIR del SAMUR-PC en Madrid

- En Cataluña, el Sistema d'Emergències Mèdiques (SEM) dispone de diversas bases distribuidas por todo el territorio[1] con la intención de promover una gestión secuencial, donde el VIR se plantea como apoyo a las unidades de Soporte Vital Básico y Soporte Vital Avanzado con enfermería (Soporte Vital Intermedio).

- El Servicio de Urgencia Médica de Madrid (SUMMA 112) cuenta también con vehículos distribuidos por toda la comunidad con el objetivo principal de dar apoyo a las unidades de Soporte Vital Básico.

- La ciudad de Madrid cuenta con varios de estos vehículos en el servicio municipal de emegencias SAMUR-Protección Civil,[2] destinados sobre todo a funciones de dirección, supervisión y coordinación.[3]

- Castilla y León ha incorporado recientemente a Emergencias Sanitarias de Castilla y León 3 VIR con una función muy específica: el traslado del personal sanitario de los 3 helicópteros medicalizados (médico y enfermero en este caso) y su material de Soporte Vital Avanzado a los lugares donde sean requeridos cuando las condiciones atmosféricas impidan el vuelo.[4] Sin embargo, SACyL lleva ya años contando con vehículos en cada Punto de Atención Continuada (PAC) destinados al traslado del personal sanitario de los equipos de Urgencias de Atención Primaria y su material a los incidentes en los que sean requeridos, normalmente accidentes de tráfico, para dar una primera intervención médica o bien como apoyo a las ambulancias presentes en el lugar del incidente.

Fuera del panorama público, cuentan con vehículos de intervención rápida algunas empresas privadas, instituciones y organizaciones no gubernamentales dedicadas al transporte sanitario y la asistencia sanitaria. Destaca Cruz Roja Española, que cuenta con multitud de estos recursos distribuidos por todo el territorio.

### Estados Unidos
Dentro del complejo y heterogéneo sistema de atención sanitaria urgente y emergencias en los Estados Unidos, los VIR juegan un papel fundamental en 
muchos lugares, especialmente en comunidades rurales con menor dotación de este tipo de servicios. Sin embargo, en general, en Estados Unidos los VIR suelen usarse para reforzar la atención en incidentes con múltiples víctimas, dispositivos preventivos (Rapid Response Vehicle en inglés) y, sobre todo, como unidades de mando y coordinación de las unidades ya presentes en el lugar del incidente (EMS supervisor, EMS command o Paramedic superintendent en inglés).

## Galería
|  |
|  |

|  |
|  |

|  |
|  |

|  |
|  |

|  |
|  |

|  |
|  |

|  |
|  |

|  |
|  |

|  |
|  |

|  |
|  |